# Barberà del Vallès
Barberà del Vallès (nome ufficiale in catalano; in spagnolo Barberá del Vallés) è un comune spagnolo di 33.575 abitanti situato nella comunità autonoma della Catalogna.

Nel 1996 il territorio comunale venne suddiviso e parte di esso divenne del nuovo comune di Badia del Vallès.

## Amministrazione

### Gemellaggi
- Grugliasco, Italia